# Victoria Principal
Victoria Principal, född som Victoria Ree Principale den 3 januari 1950 i Fukuoka, Japan, är en amerikansk skådespelerska, författare, företagare och producent samt före detta modell.
Hennes far var sergeant i U.S. Air Force och var stationerad i Japan vid Victorias födelse. Senare växte hon upp på så vitt skilda platser som London (Storbritannien), Puerto Rico och Massachusetts i USA.
Hon är mest känd i rollen som Pamela Ewing i den långlivade såpan Dallas.